# Anschluß um Mitternacht
Anschluß um Mitternacht ist eine deutsche Stummfilmkomödie aus dem Jahre 1929 von Mario Bonnard mit Marcella Albani in der Hauptrolle. An ihrer Seite spielen Ralph Arthur Roberts und Curt Bois die männlichen Hauptrollen. Der Geschichte liegt das Lustspiel Le greluchou délicat (1925) von Jacques Natanson zugrunde.

## Handlung
Der junge Henri findet, es müsse nun Schluss sein mit dem Alleinsein. Eine neue Frau muss her! Und so greift er zum Telefonhörer und wählt auf gut Glück die Nummer 345, denn diese Ziffer entspricht dem Betrag, den er unlängst in derjenigen Bar löhnen musste, in der er sich von seiner letzten Freundin getrennt hatte. Am Ende der Leitung meldet sich eine gewisse Liane, und beide Unbekannte kommen rasch ins Gespräch. 
Bei der ersten Begegnung kurz darauf zeigt sich Liane anfänglich recht kratzbürstig, doch kann der schöne Henri sie mit seinem Charme rasch weichkochen. Was Henri jedoch nicht weiß ist, dass Liane ein ganz schönes Filou ist, denn sie hält sich bereits zwei Galane: einen gesetzten Herrn, der ihren materiellen Bedürfnissen nachkommt, und einen für Herz und Gemüt. Gemeinsam begeben sich Liane und Henri auf eine muntere Autoreise …

## Produktionsnotizen
Anschluß um Mitternacht entstand im November 1928 im Maxim-Film-Atelier. Der Film passierte am 5. April 1929 die Zensur und wurde am 1. Mai 1929 in Berlins Marmorhaus uraufgeführt. Der mit Jugendverbot belegte Streifen besaß sechs Akte, verteilt auf 2260 Metern Länge.
Heinrich C. Richter gestaltete die Filmbauten. Helmut Brandis war Bonnards Regieassistent.

## Wissenswertes
Natansons Geschichte war kurz zuvor in Berlin als Theaterstück unter dem Titel Coeur Bube aufgeführt worden. Dort spielten ab dem 22. Dezember 1927 unter der Regie von Leontine Sagan am Berliner Renaissance-Theater Carola Neher und Franz Lederer die Hauptrollen.

## Kritiken
Hans Sahl dekretierte im Der Montag Morgen: „Auf dem Theater hieß der Film „Coeur Bube“ und wurde ein Berliner Sensationserfolg. Jetzt macht Mario Bonnard daraus ein deutsches Lustspiel, also eine sehr ernste, äußerst humorlose Angelegenheit, in der sich Curt Bois und Ralph Arthur Roberts vergebens bemühen, Marcella Albani … zum Lachen zu bringen.“
Ernst Blaß befand im Berliner Tageblatt: „Ohne Reiz, ohne Pointen. Ohne Rahmen, ohne Rand. Vom Film fehlt jede Spur. “